# Episodi di 227 (quarta stagione)
La quarta stagione della serie televisiva 227 è stata trasmessa in anteprima negli Stati Uniti d'America dalla NBC tra l'8 ottobre 1988 e il 13 maggio 1989.
| nº | Titolo originale                                 | Titolo italiano | Prima TV USA     | Prima TV Italia |
| -- | ------------------------------------------------ | --------------- | ---------------- | --------------- |
| 1  | The Whiz Kid                                     |                 | 8 ottobre 1988   |                 |
| 2  | Hide the Star                                    |                 | 22 ottobre 1988  |                 |
| 3  | A Funny Thing Happened on the Way to the Pageant |                 | 29 ottobre 1988  |                 |
| 4  | Double Your Pleasure                             |                 | 5 novembre 1988  |                 |
| 5  | Brother From a Sister City                       |                 | 12 novembre 1988 |                 |
| 6  | And the Survey Says...                           |                 | 19 novembre 1988 |                 |
| 7  | A Yen for Lester                                 |                 | 26 novembre 1988 |                 |
| 8  | Looking Back                                     |                 | 3 dicembre 1988  |                 |
| 9  | The Night They Arrested Santa Claus              |                 | 10 dicembre 1988 |                 |
| 10 | The Real Decoys                                  |                 | 7 gennaio 1989   |                 |
| 11 | Play It Again, Stan                              |                 | 14 gennaio 1989  |                 |
| 12 | A Class Act                                      |                 | 28 gennaio 1989  |                 |
| 13 | The Prince                                       |                 | 4 febbraio 1989  |                 |
| 14 | Babes in the Woods                               |                 | 11 febbraio 1989 |                 |
| 15 | A Date to Remember                               |                 | 18 febbraio 1989 |                 |
| 16 | Mary's Cookies                                   |                 | 25 febbraio 1989 |                 |
| 17 | For Richer, For Poorer                           |                 | 4 marzo 1989     |                 |
| 18 | The Class of '89                                 |                 | 18 marzo 1989    |                 |
| 19 | Trial and Error                                  |                 | 1º aprile 1989   |                 |
| 20 | The Bet                                          |                 | 8 aprile 1989    |                 |
| 21 | No, My Darling Daughter                          |                 | 15 aprile 1989   |                 |
| 22 | House Number                                     |                 | 6 maggio 1989    |                 |
| 23 | Jackée                                           |                 | 11 maggio 1989   |                 |
| 24 | For Sale                                         |                 | 13 maggio 1989   |                 |